# Alexéi Brianski
Alexéi Serguéyevich Brianski –en ruso, Алексей Сергеевич Брянский– (Irkutsk, 14 de septiembre de 1997) es un deportista ruso que compitió en natación, especialista en el estilo libre. Ganó dos medallas de oro en el Campeonato Mundial de Natación en Piscina Corta de 2016, en las pruebas de 4 × 50 m libre y 4 × 50 m libre mixto.

## Palmarés internacional
| Campeonato Mundial en Piscina Corta | Campeonato Mundial en Piscina Corta | Campeonato Mundial en Piscina Corta | Campeonato Mundial en Piscina Corta |
| Año                                 | Lugar                               | Medalla                             | Prueba                              |
| ----------------------------------- | ----------------------------------- | ----------------------------------- | ----------------------------------- |
| 2016                                | Windsor (Canadá)                    | Medalla de oro                      | 4 × 50 m libre                      |
| 2016                                | Windsor (Canadá)                    | Medalla de oro                      | 4 × 50 m libre mixto                |